# Aegle vespertinalis
Aegle vespertinalis là một loài bướm đêm trong họ Noctuidae.